# KondZilla
KondZilla, nome artístico de Konrad Dantas (Guarujá, 13 de setembro de 1988) é um produtor, empresário e apresentador de televisão. É o fundador da produtora e selo musical KondZilla. Criador, produtor e diretor de Sintonia, série de língua não-inglesa mais assistida do mundo na Netflix, com 5 temporadas. Indicado 2x ao Grammy Latino como produtor do Melhor Videoclipe de 2019 e de 2024. Indicado ao EMMY Internacional como melhor longa metragem Kids: Live Action. Vencedor de 3 leões no Festival de Cannes em 2023 e do Prêmio Caboré como melhor produtora de publicidade em 2020. Vencedor de 3 Clio Awards em 2025. Palestrou 3x no SXSW e 2x Web Summit. Fundador do maior canal do YouTube da América Latina com 67 milhões de inscritos e mais de 38 bilhões de visualizações. Under30 pela Forbes, International Power Player pela Billboard, Homem do Ano pela revista GQ, um dos 100 afrodescendentes mais influentes do mundo pela MIPAD na ONU. Foi apresentador de TV no talk show Papo de Segunda toda segunda feira ás 22h20 no canal GNT.

## Carreira
Konrad Cunha Dantas nasceu na cidade de Guarujá, SP. Sua mãe era professora, seu pai trabalhava como marinheiro. Com 11 anos começou a compor raps sem maior destaque. Passou a trabalhar como web designer na Universidade Metropolitana de Santos (UNIMES), onde também iniciou o curso de Marketing como bolsista. Após a morte da mãe recebeu como herança o dinheiro que ela juntava para realizar o sonho de comprar um apartamento na praia do Gonzaga em Santos e investiu o valor em um curso de 1 ano em período integral de computação gráfica em São Paulo.
Após trabalhos com baixa remuneração em pós-produtoras de São Paulo, Konrad passa a fazer vídeo clipes como forma de complementar a renda. Ao acompanhar uma gravação com MC Keké notou que o artista mantinha um estilo de vida dispendioso e que poderia encontrar no funk um nicho lucrativo para clipes musicais. Nesse período ele volta a trabalhar como web designer na UNIMES, fazendo a captação das imagens aos finais de semana e a edição ao longo da semana, após o trabalho.
Entre os artistas que já trabalharam com KondZilla estão os músicos de funk MC WM, Jerry Smith & Nando DK, Kevinho, Kekel, Livinho, MC TH, MC MM, MC Danado, G15, MC Lan, Dynho Alves, as bandas de rock Charlie Brown Jr. e Vespas Mandarinas e os artistas de rap Tropkillaz, Karol Conka, Hungria Hip-Hop e Racionais MC's e o cantor internacional Aloe Blacc.
KondZilla produziu mais de 2900 músicas, dentre eles vários videoclipes, sendo que a conta do YouTube da sua produtora possui mais de 67 milhões de inscrições, sendo, em novembro de 2024, o maior canal do Brasil e o décimo maior canal do mundo.
KondZilla também dirigiu os DVDs "Música Popular Caiçara", da banda de rock Charlie Brown Jr. e "Imaginação" de MC Boy do Charmes.

## Gravadora
Em 2017 foi criada a Kondzilla Records.
O selo gerencia a carreira de artistas como Kevinho, Kekel, Lexa, MC Fioti, MC Lan, Jottapê, Mirella, Tainá Costa, entre outros.

## Internet

### Canal no YouTube
| Ano           | Título          | Cargo            | Plataforma |
| ------------- | --------------- | ---------------- | ---------- |
| 2012-presente | Canal KondZilla | Produtor Musical | YouTube    |

### Série Netflix
Em 2019, uma parceria entre KondZilla e Netflix deu origem à série Sintonia, na qual o enredo tem três personagens principais: Doni, Nando e Rita. Todos são moradores da periferia. A narrativa mistura universos da música, tráfico e religião.

## Indicações
| Ano  | Prêmio               | Categoria   | Resultado |
| ---- | -------------------- | ----------- | --------- |
| 2017 | Festival de Cannes   | Publicidade | Indicado  |
| 2017 | Digital Awards BR    | YouTuber    | Vencedor  |
| 2018 | GQ - Men Of The Year | Música      | Vencedor  |
| 2018 | MTV Miaw             | Ícone Miaw  | Indicado  |
| 2018 | MTV Miaw             | YouTuber    | Indicado  |
| 2018 | Digital Awards BR    | YouTuber    | Vencedor  |

## Produções notórias

### DVDs
| Ano  | Empresa            | Evento             |
| ---- | ------------------ | ------------------ |
| 2016 |                    | FilmCon            |
| 2016 | Globo              | Menos30 Fest       |
| 2016 |                    | Festival Path      |
| 2017 |                    | MaxiMidia          |
| 2017 | ComicCon           | CCXP               |
| 2017 | Google             | Brandcast          |
| 2017 | Spotify            | Talks              |
| 2017 |                    | youPIX             |
| 2018 | SXSW               | South by Southwest |
| 2018 | Agência Califórnia | Labs               |

| Artistas          | DVD                              |
| ----------------- | -------------------------------- |
| Charlie Brown Jr. | Música Popular Caiçara (Ao Vivo) |
| MC Boy do Charmes | Imaginação                       |